# SS Leporis
Désignations
SS Leporis, abrégée en SS Lep, également désignée 17 Leporis et HR 2148, est un système stellaire de la constellation du Lièvre. Il a une magnitude apparente globale qui varie entre 4,82 et 5,06, ce qui le rend suffisamment lumineux pour être visible à l'œil nu comme une étoile faible. Les mesures de parallaxe donnent une estimation de distance d'environ ~730 années-lumière (~223 parsecs) du Soleil. 

## Propriétés

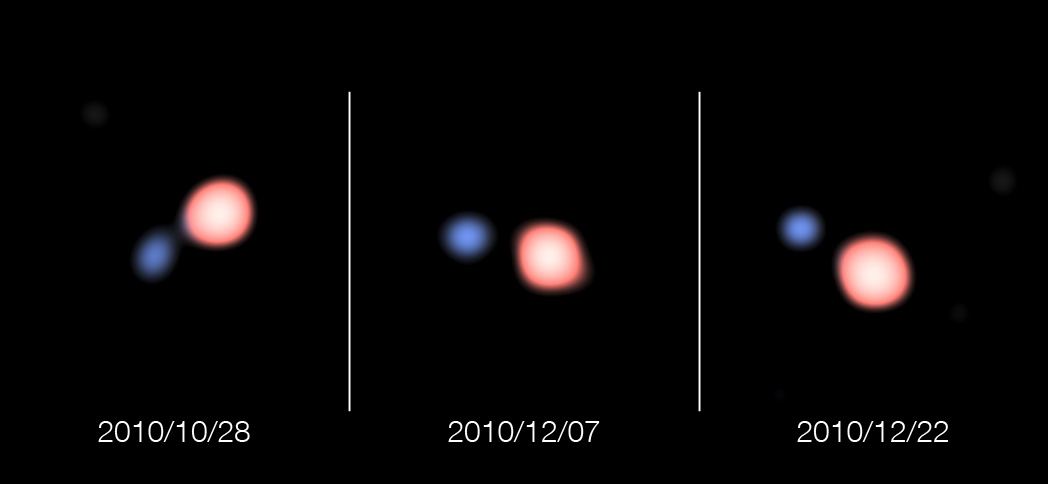
La binaire SS Leporis capturée par le Très Grand Télescope. On voit bien les deux composantes : en rouge il s'agit de la géante rouge, en bleu, il s’agit de l'étoile de la séquence principale.

Le système s'éloigne de la Terre avec une vitesse radiale héliocentrique de 18,7 km/s. Il s'agit d'une binaire spectroscopique à doubles raies spectrales avec une période orbitale de 260 jours et une excentricité de 0,005. Le spectre révèle que la paire se compose d'une étoile de la séquence principale de type spectral A avec une classification stellaire de A1 V et d'une géante rouge avec une classe spectrale de M6III. La paire proche forme une binaire symbiotique avec un transfert de masse continu du géant au composant le plus chaud. Le géant ne semble pas remplir son lobe de Roche, donc le transfert de masse provient du vent stellaire de la géante rouge, la géante rouge éjecte environ 8 × 10-9 M⊙ de matière en moins d'un ans. La paire est entourée d'une coquille et d'un disque circumbinaire poussiéreux, le premier effaçant les raies de l'étoile de type A. La géante rouge du système va d’ailleurs entrer dans une phase AGB. Des scientifiques de l'ESO utiliseront la troisième loi de Kepler pour déterminer la masses des deux étoiles grâce à leur distance et vitesses respectives. La distance angulaire des deux étoiles montre qu'elles sont distantes de  1.26 ± 0.06 UA (~188 000 000 Km) et leur vitesses respectives montrent que le système possède une masse totale de 4.01 ± 0.60 M⊙, la géante rouge a une masse estimée à  1.30 ± 0.33 M⊙ tandis que l'étoile blanche a une masse de 2.71 ± 0.27 M⊙. Les images directes du VLT montrent que la géante rouge a un rayon de 66.7 ± 3.3  R⊙et elle a une température effective estimée à 3 500 ± 200 K. Le rayon de la deuxième étoile n'est pas connu car elle est enveloppée d'un disque massif (masse estimée à ~ 2 × 10-5 M⊙) de matière chauffée (température estimée à 1 700 ± 100 K), rendant les calculs plus difficiles, l'estimation la plus précise donne un rayon entre 18 et 2 R⊙. Les scientifiques pensent que la masse initiale de la géante rouge était de 2.2 M⊙, durant sa vie, elle aurait perdu 0.9 M⊙ avec un taux de perte de masse estimée à 2 × 10-8  M⊙ de masse perdue en moins d'un an.

## Futur du système
Les scientifiques pensent que la géante rouge pourrait évoluer dans une phase d'étoile AGB à perte de masse. Après 170 000 années depuis le début de la phase AGB, la géante rouge finira sa vie dans une naine blanche, créant une nébuleuse planétaire. La masse de l'étoile de la séquence principale augmentera jusqu'à 3.3 M⊙ et elle entrera dans une phase de pulsation thermique avec des périodes de pulsation de 900 jours.

## Désignations
SS Leporis est la désignation d'étoile variable du système. Elle est attribuée en 1968[réf. à confirmer]. 17 Leporis est quant à elle la désignation de Flamsteed du système. SS Leporis a été nommée « l'étoile vampire » par des scientifiques de l'ESO, car la matière de la géante rouge est progressivement siphonnée par l'autre étoile de la binaire.